# Nirinoides
Nirinoides es un género de insecto coleóptero de la familia Chrysomelidae.

## Especies
- Nirinoides abdominalis Jacoby, 1903
- Nirinoides abyssinica (Jacoby, 1886)
- Nirinoides congoana Weise, 1915
- Nirinoides staudiugeri Jacoby, 1903